# جوش نخوردگی
جوش نخوردگی (به انگلیسی: Nonunion)، عدم التیام دائمی استخوان، پس از شکستگی است، مگر این که مداخله‌ای (همچون جراحی) صورت پذیرد. شکستگی همراه با جوش نخوردن، اغلب موجب شباهت ساختاری با مفصل رشته‌ای می گردد، و ازین رو به آن اغلب "مفصل کاذب" یا سودو-آرتروزیس (به انگلیسی: pseudoarthrosis) (یا آرتروزیس کاذب) گفته می شود (از یونانی pseudo- به معنای کاذب، و arthrosis به معنای مفصل). تشخیص عموماً هنگامی صورت می پذیرد که بین دو تصویربرداری پزشکی چون اشعه X یا CT اسکن، التیامی صورت نپذیرفته باشد. فاصله این دو تصویربرداری اغلب ۶-۸ ماه است.
جوش نخوردگی، عارضه جدی شکستگی بوده و ممکن است در چنین مواردی روی دهد: هنگامی که شکستگی حرکت زیادی داشته باشد، تغذیه خون ناکافی وجود داشته یا محل آسیب دیدگی دچار عفونت شده باشد. بیمارانی که سیگار می کشند، با احتمال بیشتری دچار جوش نخوردگی می گردند.
از آنجا که فرایند التیام استخوان کاملاً متغیر است، جوش نخوردن ممکن است در موارد معدودی، بدون مداخله برطرف شده و ترمیم گردد. در کل، اگر جوش نخوردگی پس از گذر ۶ ماه از جراحت هنوز برقرار باشد، بدون درمان ویژه ارتوپدیک درمان نشده باقی خواهد ماند. جوش نخوردگی که پس از طی مدتی التیام یابد را "جوش نخوردگی تأخیری" می نامند.
با درمان های رایج برای شکستگی استخوان، اکثر آنها بهبود می یابند. اگر هیچ بهبودی وجود نداشته باشد، به آن Nonunion می گویند. جوش نخوردگی زمانی است که جوش خوردن استخوان به تاخیر بیفتد.
جوش نخوردن شکستگی به وضعیتی گفته می‌شود که در آن دو انتهای استخوان نمی توانند با هم ترکیب شوند و از یکدیگر دور هستند. در برخی از استخوان‌ها، مانند استخوان‌های اندام تحتانی که وزن بدن را تحمل می‌کنند، این عدم اتصال استخوان می‌تواند باعث ایجاد مشکلاتی شود، در حالی که برخی از استخوان‌ها مانند استخوان‌های متاکارپ در کف دست، حتی اگر جوش نخورده باشند، ممکن است مشکل خاصی برای بیمار ایجاد نکند.

## علل ایجاد جوش نخوردگی[۳]
علل بسیار متنوعی برای جوش نخوردگی وجود دارد که از شایعترین آنها موارد زیر را میتوان نام برد
- عفونت
- عدم پایدار کردن شکستگی به مقدار کافی
- تکنیک جراحی نامناسب
- سیگار
- داروهای ضد التهابی غیر استروییدی
- محل استخوان شکسته
- وضعیت تغذیه
- سن